# 타임 머신 (2002년 영화)
《타임 머신》(영어: The Time Machine)은 2002년에 개봉한 미국의 영화이다. H. G. 웰스의 동명의 소설을 바탕으로 제작되었다.

## 캐스팅
- 가이 피어스 - 알렉산더 하티건 역
- 사만다 뭄바 - 마라 역
- 올랜도 존스 - 옥스 역
- 마크 애디 - 필비 역
- 제러미 아이언스 - 우버 몰록 역
- 시에나 길로리 - 엠마 역
- 필리다 로우 - 워칫 부인 역
- 앨런 영 - 꽃가게 종업원 역
- 오메로 멈바 - 카렌 역
- 얀시 아리아스 - 토렌 역
- 로라 커크 - 꽃 판매자 역
- 조쉬 스탬버그 - 자동차 여행자 역
- 민디 크리스트 - 조깅하는 사람 역
- 코니 레이 - 견학 교사 역
- 피터 카리카 - 트레이너 역
- 존 W. 머로우 - 5번가 캐리지 드라이버 역
- 맥스 베커 - 엠마를 죽인 살인범
- 제프리 엠 마이어 - 센트럴 파크 캐리지 드라이버 역
- 레이몬드 호프만 - 센트럴 파크 아이스 스케이팅 선수 역
- 칼렙 마요 - 학생 역

## SBS 성우진 (2007년 1월 6일)
- 홍성헌 - 알렉산더 하트디근(가이 피어스)
- 성완경 - 우버 몰록(제레미 아이언스)
- 엄현정 - 마라(사만다 뭄바)
- 차명화 - 엠마(시에나 길로리) / 칼렌(오메로 뭄바)
- 민응식 - 필비(마크 애디)
- 안정현 - 워칫 부인(필리다 로우)
- 서광재 - 살인범(맥스 베커)
- 정승욱 - 옥스(올랜도 존스)
- 임채헌 - 학생(칼렙 마요)

## 수상
- 2003년 제75회 미국 아카데미 시상식 후보 분장상